# Fuzzy Duck
Fuzzy Duck was een Britse rockband uit Londen.

## Bezetting
Oprichters
- Grahame White (zang, e-gitaar)
- Mick 'Doc' Hawksworth (e-basgitaar, zang, cello, 12-snarige akoestische gitaar)
- Paul Francis (drums, percussie)
- Roy 'Daze' Sharland (hammondorgel, keyboards)

Huidige bezetting
- Mick 'Doc' Hawksworth (e-basgitaar, zang, cello, 12-snarige akoestische gitaar)
- Garth Watt Roy (zang, e-gitaar)
- Paul Francis (drums, percussie)
- Roy 'Daze' Sharland (hammondorgel, keyboards)

Voormalige leden
- Grahame White (zang, e-gitaar)

## Geschiedenis
Het in 1971 verschenen album Fuzzy Duck was aanvankelijk tot 500 exemplaren beperkt en telt tegenwoordig als een van de invloedrijkste albums van de psychedelische rock, hoewel een groter commercieel succes uitbleef. Eind 1971 werd de band ontbonden, echter aanhoudende vraag leidde tot nieuwe uitgaven op cd van Akarma Records, Repertoire Records, Aftermath Records, Air Mail Archive, Esoteric Recordings en andere labels. Reden voor de ontbinding waren onder andere bezettingswissels, die al hadden plaatsgevonden voor de publicatie van het album. Reeds voor de formatie waren leden actief bij Andromeda en Tucky Buzzard.
Garth Watt Roy werd in 1972 voor de zang op het album Speech van Steamhammer gecontracteerd, later speelde en zong hij onder andere met East of Eden, Bonnie Tyler en The Q-Tips.

## Muziekstijl
Martin Popoff schreef in zijn boek The Collector’s Guide of Heavy Metal Volume 1: The Seventies over het album, dat er hierop meer serieuze muziek was, dan de bandnaam en de albumcover deed vermoeden. Hij kenmerkte de songs als subtiele progressieve rock, die heavy en gitaargedreven was. Kenmerkend was verder het gebruik van een fuzzbox en een hammondorgel. Bovendien verwerkte de band ook invloeden uit de psychedelische rock. De lengte van de songs lag meestal tussen de vijf en zeven minuten en klonk als een mengeling uit oude Black Sabbath, Duitse progressieve rock en rock in de stijl van Uriah Heep.

## Discografie

### Singles
- 1971: Double Time Woman
- 1971: Big Brass Band

### Albums
- 1971: Fuzzy Duck